# Sebastián Pardo
Sebastián Eduardo Pardo (Quillota, 1 januari 1982) is een Chileens voormalig voetballer. Hij speelde onder meer voor Feyenoord, Excelsior, Universidad de Chile en het Chileens voetbalelftal.

## Clubvoetbal

### Universidad de Chile
Sebastián Pardo genoot zijn opleiding bij Universidad de Chile en debuteerde in 1999 in de hoofdmacht van de club. Het eerste jaar in dienst van Los Leones bleef zijn inbreng beperkt tot een paar invalbeurten, waarin hij zijn faam als groot talent benadrukte. Het seizoen erop won de club, mede dankzij een sterk spelende Pardo, de nationale beker. Pardo werd sindsdien gezien als een van de meest veelbelovende spelers van het Chileense voetbal. Kenmerkend voor zijn spel was zijn traptechniek, balvaardigheid en spelinzicht.
Na een sterk optreden op het WK voor spelers onder 21 jaar in 2001 in Argentinië, kwam de speler in belangstelling van diverse Europese clubs. De voormalige technisch directeur van Feyenoord, Rob Baan, nam de moeite naar Chili af te reizen om de speler aan het werk te zien. Na het bekijken van een paar trainingen, wedstrijden en video's maakte Pardo goede indruk en toonde Feyenoord concrete interesse. Volgens de Chileense krant La Tercera zou Feyenoord akkoord zijn gegaan met een eenjarig huurcontract voor 170.000 dollar met de optie tot koop voor 1,6 miljoen dollar. In de zomer van 2002 vertrok Sebastián Pardo naar de Rotterdamse topclub.

### Feyenoord
Vanaf de zomer van 2002 speelde Sebastián Pardo voor Feyenoord. Onder leiding van Bert van Marwijk speelde Pardo tijdens zijn eerste seizoen in competitieverband 18 wedstrijden waarin hij 3 keer wist te scoren. Hij werd vrij populair in Rotterdam toen hij Feyenoord in de UEFA Champions League naar de 1-0-overwinning schoot tegen Newcastle United FC. Dit optreden maakte grote indruk en speelde zich hierdoor in de belangstelling van clubs in binnen- en buitenland. Pardo verkoos zijn carrière bij Feyenoord voort te zetten en verlengde zijn contract met vier jaar.
Hoewel zijn talent door velen wel gezien werd, wist Pardo in de vijf seizoenen dat hij bij Feyenoord actief was nooit definitief door te breken. In 2007 vertrok de Chileen op huurbasis voor één seizoen naar Excelsior.

### Excelsior
De tijdelijke overstap van Pardo voor het seizoen 2007/2008 naar De Kralingers werd niet wat de speler en Excelsior er van hadden verwacht. Blessures speelden hem parten en wanneer Pardo speeltijd kreeg, maakte hij geen grootse indruk. Ook kreeg hij te maken met schorsingen. Op 23 februari 2008 kreeg Pardo in de 66e minuut tegen Willem II een rode kaart wegens het geven van een kopstoot aan Christophe Grégoire. Na de rode kaart gooide hij zijn shirt naar trainer Ton Lokhoff die hij vervolgens terug kreeg, kort daarop ontstond er een klein akkefietje met een staflid van Excelsior. Pardo kreeg een schorsing van vier duels van de KNVB en Excelsior technisch directeur Simon Kelder was furieus en gaf Pardo de hoogst mogelijke boete. Tegen het einde van het seizoen degradeerde Excelsior naar de eerste divisie. Pardo speelde 19 wedstrijden waarin hij slechts eenmaal wist te scoren.

### Terug in Chili
In overleg met Feyenoord werd in 2008 zijn contract ontbonden en keerde Pardo terug naar Chili, om weer te gaan spelen voor zijn oude club Universidad de Chile. Wegens vermeende familieproblemen kwam er in 2009 een vroegtijdig einde aan zijn profcarrière. In 2011 hervatte hij zijn loopbaan bij Unión Temuco en van 2013 tot 2014 speelde hij nog bij Coquimbo Unido.

## Interlands

### Chili
Met Chili onder de 20 jaar speelde Pardo in 2001 als spelmaker op het Zuid-Amerikaans kampioenschap voetbal en WK voor spelers onder 20 in Argentinië. Pardo scoorde daar in drie duels één keer.
Pardo werd datzelfde jaar geselecteerd door bondscoach Jorge Garcés om uit te komen voor het Chileense A-elftal. Hij heeft één interland voor het Chileense team gespeeld: op 17 april 2002 in Kerkrade tegen Turkije.

## Clubstatistieken
| seizoen | club                 | land      | competitie       | duels | goals |
| ------- | -------------------- | --------- | ---------------- | ----- | ----- |
| 1999    | Universidad de Chile | Chili     | Primera División | 4     | 0     |
| 2000    | Universidad de Chile | Chili     | Primera División | 13    | 0     |
| 2001    | Universidad de Chile | Chili     | Primera División | 14    | 0     |
| 2002    | Universidad de Chile | Chili     | Primera División | 14    | 2     |
| 2002/03 | Feyenoord            | Nederland | Eredivisie       | 18    | 3     |
| 2003/04 | Feyenoord            | Nederland | Eredivisie       | 15    | 2     |
| 2004/05 | Feyenoord            | Nederland | Eredivisie       | 6     | 0     |
| 2005/06 | Feyenoord            | Nederland | Eredivisie       | 21    | 5     |
| 2006/07 | Feyenoord            | Nederland | Eredivisie       | 10    | 0     |
| 2007/08 | Excelsior            | Nederland | Eredivisie       | 16    | 1     |
| 2008    | Universidad de Chile | Chili     | Primera División | 15    | 2     |